# أكاديمية ستانفورد للغات

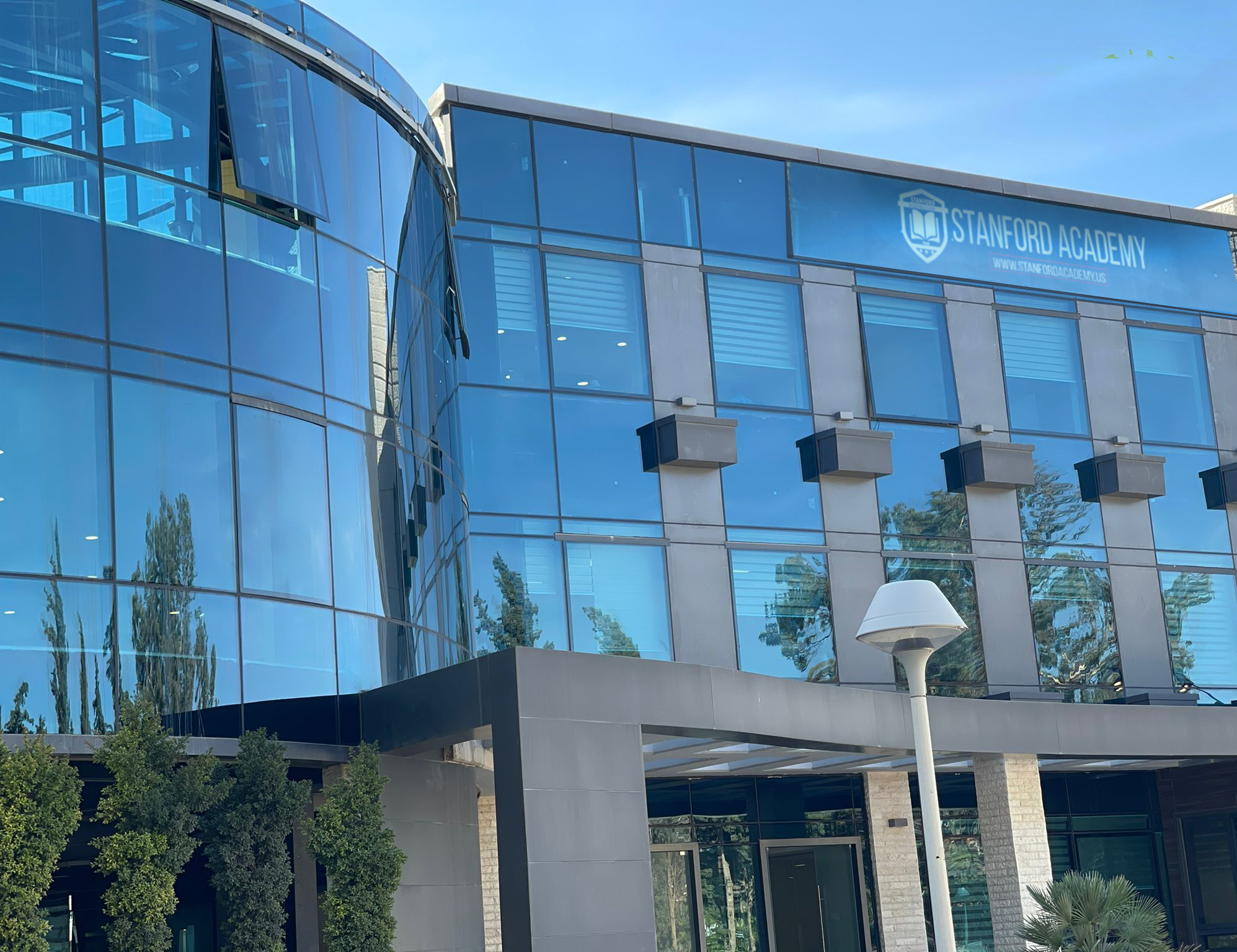

أكاديمية ستانفورد لتعليم اللغات (بالإنجليزية: Stanford International Academy for Languages) اشتهرت بأكاديمية ستانفورد الدولية لتعليم اللغات أكاديمية أمريكية اختصاصية بتعليم اللغات تأسست في العام 2012 وهي تتبع "المجلس الأمريكي لتعليم اللغات"، تقع في مدينة ستانفورد القريبة من سان فرانسينكو بولاية كاليفورنيا في الولايات المتحدة الأمريكية. عنوان الموقع الالكتروني www.stanfordacademy.us

### 1. التاريخ والنشأة
تأسست أكاديمية ستانفورد للغات على يد مجموعة من الأكاديميين المتخصصين في تدريس اللغات واللغويات في ستانفورد، وهي تهدف إلى تزويد الطلاب بالمهارات اللغوية التي يحتاجونها للتفاعل في العالم المتعدد اللغات. الأكاديمية تشتهر بمناهجها التي تدمج بين التعليم التقليدي والتقنيات الحديثة لتعزيز تعلم اللغة بشكل فعّال.

## نظام التعليم
تعتمد أكاديمية ستانفورد لتعليم اللغات على استخدام التعليم المباشر Online كنظام أساسي في تقديم العملية الدراسية للطلبة بالاعتماد على أساليب التعليم الحديث من خلال تأهيل مدرسيها للقيام بهذا النمط من التعليم المعتمد على استخدام الفهم لدى الطلبة بدلاً من الحفظ والتلقين أثناء تقديم الشروحات داخل المحاضرة ، التي هي بالأساس قائمة على نظام الصف النموذجي الافتراضي الذي يستخدم الانترنت كوسط ناقل للدراسة يكون طرفيه الطالب والمعلم.

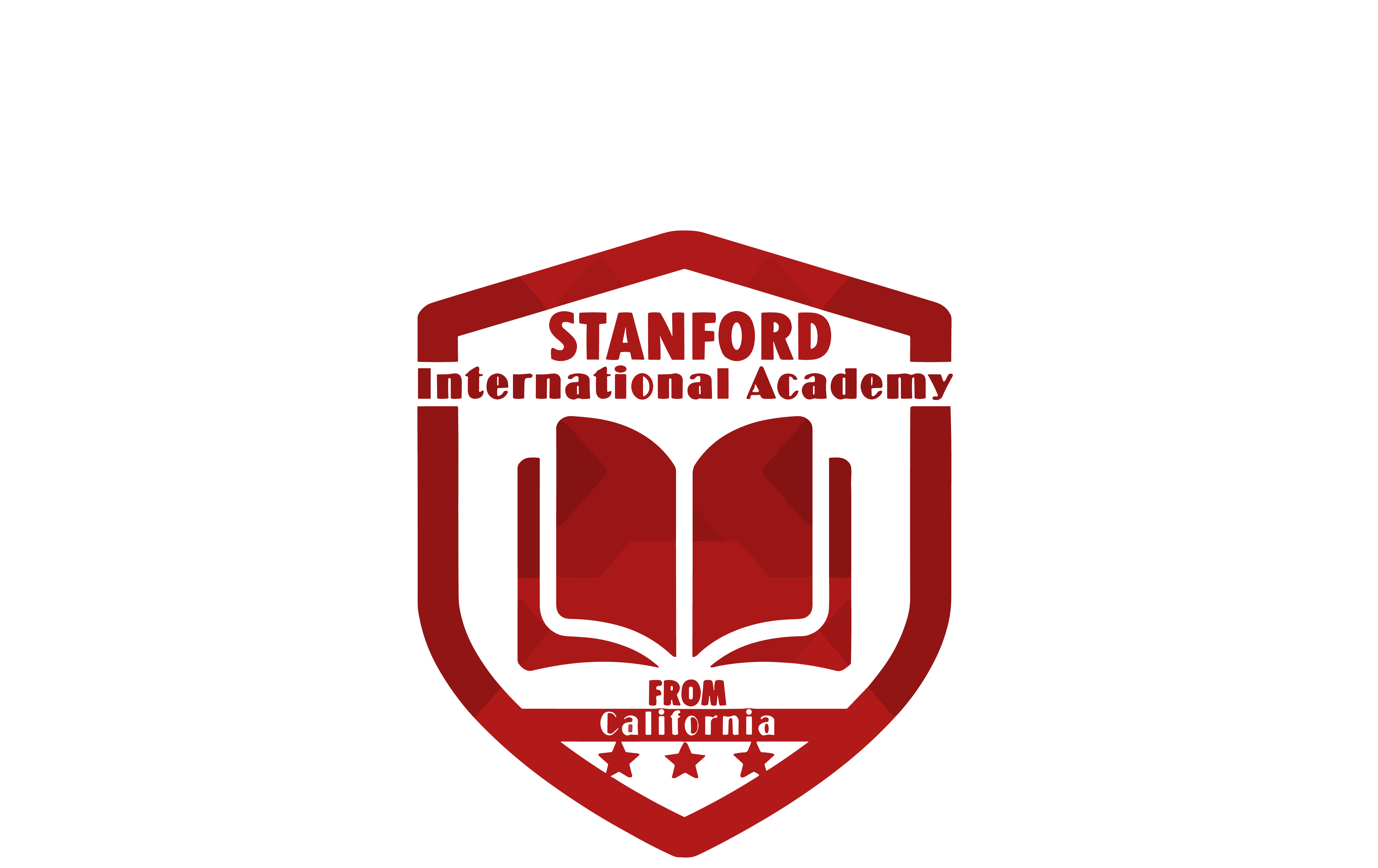
شعار أكاديمية ستانفورد للغات

تستخدم الأكاديمية مجموعة متنوعة من أساليب التدريس المبتكرة التي تتضمن دروسًا تفاعلية، وورش عمل تطبيقية، وبرامج محاكاة للغة، بالإضافة إلى استخدام وسائل التكنولوجيا الحديثة مثل التطبيقات اللغوية والمنصات الإلكترونية.

### 3. المنهج التعليمي
تركز أكاديمية ستانفورد للغات على نهج تعليمي شامل يجمع بين النظرية والتطبيق. يتم تدريس الطلاب بأساليب تركز على التفاعل وتطوير المهارات اللغوية الأساسية مثل الاستماع، والتحدث، والقراءة، والكتابة. كما يشمل المنهج استخدام التكنولوجيا الحديثة لخلق بيئة تعليمية مرنة ومتنوعة بالاضافة لكون المنهج مخصص وفقاً للمعيار المرجعي العام للغات CEFR.

### 4. البحث والابتكار
تتميز أكاديمية ستانفورد للغات بتعاونها المستمر مع الباحثين في جامعة ستانفورد ومعاهد أكاديمية أخرى، مما يساعد في دمج أحدث الدراسات والأبحاث في طرق تدريس اللغات. تساهم هذه الأبحاث في تحسين جودة التعليم وتطوير أساليب تدريس أكثر فاعلية بناءً على أحدث نتائج الدراسات النفسية والتعليمية.

### 5. التعلم عبر الإنترنت
في السنوات الأخيرة، قامت أكاديمية ستانفورد للغات بتوسيع نطاق برامجها لتشمل الدورات التعليمية عبر الإنترنت. تقدم الأكاديمية دورات عبر الإنترنت للمساعدة في تعليم اللغات للمشاركين من جميع أنحاء العالم. هذه الدورات تتيح للطلاب التفاعل مع المعلمين عبر منصات إلكترونية مرنة، مما يسهل الوصول إلى برامج الأكاديمية من أي مكان.

### 6. الفوائد والتعلم التجريبي
تدرك أكاديمية ستانفورد أهمية التعلم التجريبي في اكتساب المهارات اللغوية. لذا توفر الأكاديمية فرصًا للطلاب لاستخدام اللغة في سياقات حقيقية من خلال برامج تبادل ثقافي، وورش العمل التي تشمل التفاعل مع متحدثين أصليين، بالإضافة إلى فرص الدراسة في الخارج.

### 7. الاعتمادات والشهادات
تمنح أكاديمية ستانفورد للغات شهادات معترف بها دوليًا في إتمام البرامج الدراسية. هذه الشهادات تعد من الدلائل القوية على اكتساب المهارات اللغوية المطلوبة في سوق العمل العالمي. كما أنها تمثل مرجعًا قويًا للطلاب الذين يطمحون للعمل أو الدراسة في بيئات متعددة اللغات.

### 8. المستقبل والرؤية
تسعى أكاديمية ستانفورد للغات إلى تعزيز مفهوم التعليم المستمر في مجال اللغات وتوسيع برامجها لتشمل مزيدًا من اللغات وتقديم تقنيات جديدة في تدريس اللغات. تهدف الأكاديمية إلى تمكين الطلاب من تحقيق مستوى عالٍ من الطلاقة اللغوية لتمكينهم من التواصل بثقة في عالم متعدد الثقافات.
1. 1 2  "Stanford Academy – One of the accredited academies of Stanford University" (بالإنجليزية الأمريكية). Retrieved 2025-03-15.